# Maria Hartmann (Politikerin)
Maria Hartmann (* 1955 in Bratislava, Tschechoslowakei) ist eine deutsche Politikerin der Familien-Partei Deutschlands und war vom 13. Mai 2013 bis zum 22. November 2014 die Bundesvorsitzende ihrer Partei.

## Leben
Maria Hartmann wurde in der Tschechoslowakei geboren. Im August 1969 gelangte sie über Österreich nach Düsseldorf. Seit Anfang 2000 arbeitet sie als Kaufmännische Angestellte/Disponentin mit Dolmetschen/Übersetzungsarbeiten bei einer Düsseldorfer Spedition. Sie ist seit 1979 verheiratet, hat drei Kinder und zwei Enkelkinder. Hartmann ist wohnhaft in Kaarst.

## Politik
1998 wurde Maria Hartmann stellvertretende Landesvorsitzende des Landesverbandes Nordrhein-Westfalen der Familien-Partei. Von 2007 bis 2013 war sie Vorsitzende in NRW und danach bis 2015 als Beisitzerin im Landesvorstand aktiv. Auf dem Bundesparteitag am 17./18. November 2012 in Kassel wurde sie als 1. stellvertretende Bundesvorsitzende mit 92,7 % der abgegebenen Stimmen in den Bundesvorstand gewählt. Am 13. Mai 2013 übernahm sie das Amt der Bundesvorsitzenden der Familien-Partei von Erhard Lahni. Auf dem Bundesparteitag am 23/24. November 2013 wurde sie von den Mitgliedern als Bundesvorsitzende bestätigt. Auf dem Bundesparteitag am 22/23. November 2014 konnte sich Roland Körner im ersten Wahlgang durchsetzten und übernahm das Amt des Bundesvorsitzenden.
Bei der Landtagswahl in Nordrhein-Westfalen 2005 trat sie als Direktkandidatin im Rhein-Kreis Neuss III an und erreichte dort 1,1 % der Erststimmen. Bei der Europawahl 2009 kandidierte Hartmann auf Platz 11 der Bundesliste. Bei der Landtagswahl in Nordrhein-Westfalen 2010 war sie Spitzenkandidatin ihrer Partei und trat als Direktkandidatin im Rhein-Kreis Neuss II an. Sie erreichte dort 0,9 % der Erststimmen. Bei der Landtagswahl in Nordrhein-Westfalen 2012 war sie erneut Spitzenkandidatin ihrer Partei. Maria Hartmann kandidierte bei der Europawahl 2014 auf Platz 2 der Bundesliste.